# Жената от водата
Жената от водата (на английски: Lady in the Water) е американски психологически трилър от 2006 г. по сценарий и режисура на М. Найт Шаямалан. Във филма участват Пол Джиамати, Брайс Далас Хауърд, Боб Балабан, Джефри Райт, Сарита Чудхури, Фреди Родригес, Бил Ъруин и Джаред Харис. Продуциран е от Леджендари Пикчърс и Блиндинг Едж Пикчърс и е разпространен от Уорнър Брос Пикчърс. Филмът е пуснат на 21 юли 2006 г. Това е първият филм на Шаямалан, който не е разпространен от Уолт Дисни Студиос под етикетите на Тъчстоун Пикчърс и Холивуд Пикчърс след „Напълно буден“.

## Актьорски състав
| Актьор             | Роля              |
| ------------------ | ----------------- |
| Пол Джиамати       | Кливланд Хийп     |
| Брайс Далас Хауърд | Стори             |
| Боб Балабан        | Хари Фарбър       |
| Джефри Райт        | Господин Дюри     |
| Сарита Чудхури     | Ана Ран           |
| Синди Чунг         | Йунг-Сун Чой      |
| Фреди Родригес     | Реджи             |
| Бил Ъруин          | Господин Лийдс    |
| Джаред Харис       | Пушач             |
| Мери Бет Хърт      | Госпожа Бел       |
| Джоузеф Райтман    | Дългокосият пушач |
| Това Фелшух        | Госпожа Бъбчик    |
| М. Найт Шаямалан   | Вик Ран           |
| Ноа Грей-Кейби     | Джоуи Дюри        |
| Джун Киото Лу      | Госпожа Чой       |